# Naples (Utah)
Naples é uma cidade localizada no estado norte-americano de Utah, no Condado de Uintah.

## Demografia
Segundo o censo norte-americano de 2000, a sua população era de 1300 habitantes.
Em 2006, foi estimada uma população de 1502, um aumento de 202 (15.5%).

## Geografia
De acordo com o United States Census Bureau tem uma área de
16,9 km², dos quais 16,9 km² cobertos por terra e 0,0 km² cobertos por água. Naples localiza-se a aproximadamente 1594 m acima do nível do mar.

## Localidades na vizinhança
O diagrama seguinte representa as localidades num raio de 36 km ao redor de Naples.